# 通俗希腊语
通俗希腊语（希臘語：Δημοτική Γλώσσα, ，[ðimotiˈci]，直译：「人民的语言」）是现代希腊的标准口语，也是自1976年希腊语言问题解决后希腊的官方语言。
通俗希腊语与同一时期在正式场合使用的纯正希腊语相对， 用于描述19及20世纪绝大多数希腊人使用的特定的非标准化希腊语白话形式。
因为是双层语言情况的典型，纯正希腊语和通俗希腊语相辅相成，也相互影响。随着时间推移，通俗希腊语也逐渐走向标准化，并在1976年成为了希腊的官方语言。其不断演化，如今被称作现代标准希腊语。